# Groenland-Oriental
Le Groenland-Oriental (Østgrønland en danois et Tunu, littéralement « Est »,  en groenlandais) est un des trois anciens comtés du Groenland, avec ceux de Kitaa à l’ouest et Avannaa au nord. Le siège du comté se situait au point de peuplement le plus important, Tasiilaq. 
La population en 2005 avoisinait les 3 800 habitants.
Le comté était composé de deux municipalités, Ammassalik et Ittoqqortoormiit. Ce découpage a été changé le 31 décembre 2008 ; le territoire se partage entre deux des quatre municipalités actuelles, Kujalleq et Sermersooq, et les zones non incorporées.